# Худайберген Деванов
Худайберген Деванов (узб. Xudoybergan Devonov; 1879—1940) — перший узбецький фотограф та кінооператор.

## Біографія
Худайберген Деванов народився в 1879 році в сім'ї Нурмухаммада Деванова, керуючого і доглядача володінь у Ходжейлі. Він отримав гарну освіту в Хіві, де опанував арабську мову. Захоплювався поезією, сам пробував писати вірші. Деванов грав майже на всіх узбецьких музичних інструментах. Захоплювався садівництвом, в родинному саду ним вирощено близько 40 сортів троянд.

## Творчість
Першим вчителем Худайбергена Деванова був німець-кіноаматор Вільгельм Пеннер, який долучив його до фотосправи і кінооператорства.
В обстановці ортодоксального ісламського суспільства, в якому споконвіку існувала релігійна заборона на зображення всього живого, Х. Деванов зумів стати першим фотографом, а потім і кінооператором Хівинського ханства.
У складі хорезмійської делегації відправилася в 1908 році в Санкт-Петербург був і Худайберген Деванов. У столиці Російської імперії Х. Деванов вивчав тонкощі фотографічної справи у визнаних професіоналів. Його залишили на два місяці для стажування після завершення роботи хівинської дипломатичної місії. Х. Деванов привіз на батьківщину різні фото - і кіноприналежності, в тому числі кінокамеру марки «ПАТЭ» № 593, що дозволило йому самостійно зняти перший узбецький документальний кіносюжет про виїзд на фаетоні в 1910 р. хівинського хана Асфандіяра. Збереглися також його перші кінострічки «Пам'ятники архітектури нашого краю» (114 метрів, 1913 р.), «Види Туркестану» (100 метрів, 1916 р.) та ін.
1908 рік став роком народження узбецького кіно. Худайберген Деванов знімав на камеру історичні пам'ятки, мінарети мечеті і багато іншого. Завдяки його роботі жителі інших країн вперше познайомилися з давньою самобутньою культурою Хорезму.

## Загибель
У 1938 році Х. Деванов був відправлений у табір для політв'язнів у Янгіюль, де й загинув у 1940 році.
У 1958 році Худайберген Деванов був реабілітований.
Залишив після себе найбагатший відзнятий матеріал, більша частина якого була знищена після арешту.